# Heteropoda cyanognatha
Heteropoda cyanognatha là một loài nhện trong họ Sparassidae.
Loài này thuộc chi Heteropoda. Heteropoda cyanognatha được Tord Tamerlan Teodor Thorell miêu tả năm 1881.